# Autobianchi A111
Autobianchi A111 är en personbil från den italienska biltillverkaren Autobianchi, tillverkad mellan 1969 och 1972.

## Teknik
När Autobianchi ersatte Primulan med den nya A111 behöll man chassi och drivlina under en ny och större kaross, mycket lik samtida Fiat-modeller som 124 och 128. Bilen kunde inte konkurrera med de framgångsrika Fiat-bilarna och tillverkningen lades ned redan efter tre år.